# Air Transport Auxiliary

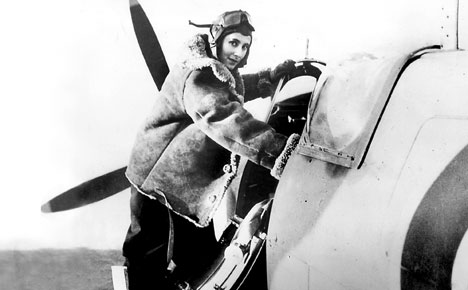
Diana Barnato Walker, une pilote de l'ATA sur un Spitfire.

Pour les articles homonymes, voir ATA.
L'Air Transport Auxiliary (ATA) était une organisation britannique de la Seconde Guerre mondiale active du 15 février 1940 au 30 novembre 1945 créée pour assurer le convoyage des avions neufs, des avions réparés ou endommagés entre les usines, les aérodromes de livraison aux États-Unis, les dépôts de maintenance ou les aérodromes militaires en service actif.
L'administration de cette organisation fut confiée à Gerald d'Erlanger, un directeur de la British Overseas Airways Corporation (BOAC) qui avait suggéré une organisation similaire avant-guerre.
Durant la guerre, le service livra plus de 300 000 avions de tous types, incluant des Spitfires, des Hawker Hurricanes, des Mosquitoes, des Mustangs, des Lancasters, des Halifaxes, des Fairey Swordfish, des Barracudas et des Forteresses volantes.
L'organisation recruta des pilotes qui étaient considérés comme inapte au feu en raison de l'âge ou de leur santé aussi bien par la Royal Air Force que par la Fleet Air Arm (ce qui donnera la traduction humoristique d'ATF par "Ancient and Tattered Airmen" -traduction libre : Aviateurs Antiques et Décrépits) et, notablement, des femmes pilotes. Il y avait 166 femmes pilotes (un pilote sur huit de l'ensemble du service) qui étaient des volontaires de Grande-Bretagne, d'États du Commonwealth, des États-Unis et une du Chili. Quinze perdirent la vie en vol dont la pionnière de l'aviation britannique Amy Johnson. Margot Duhalde, originaire du Chili, ralliée aux FFL avant d'intégrer l'ATA, est entrée dans l'Armée de l'Air en 1945. Postée à la base aérienne de Meknès, elle fut décorée comme Commandeur de la Légion d'honneur en 1946.
L'ATA convoyait tout type d'avions et les femmes pouvaient officiellement les piloter tous, même les bombardiers quadrimoteurs, à l'exception des grands hydravions. Onze femmes avaient la formation pour quadrimoteurs. Quelques-unes étaient en cadres de commandement des Ferry-Pilot Pools (FPP) - sections de pilotes de livraison - en grade de Commander du 12 FPP à Cosford et du 15 FPP au Hamble. Les avions étaient livrés à toutes les bases de la RAF et de la FAA, sauf aux porte-avions.

## Pilotes notables de l'ATA
Liste non exhaustive
- Diana Barnato Walker (1918-2008), première femme à franchir le mur du son
- Helen Harrison-Bristol (1909-1995), première pilote de traversier[pas clair] auxiliaire canadien du transport aérien pendant la Seconde Guerre mondiale
- Maureen Dunlop de Popp (1920-2012), pilote anglo-argentine, connue pour avoir fait la couverture du magazine anglais Picture Post pendant la guerre
- Margot Duhalde (1920-2018), pilote chilienne d'origine française, seule aviatrice des Forces françaises libres, plus tard colonel de l'Armée de l'air chilienne
- Mary Ellis (1917-2018)
- Mona Friedlander (1914-1993)
- Luis Fontés (1912-1940), pilote automobile, vainqueur des 24 heures du Mans en 1935
- Amy Johnson (1903-1941), première femme à voler en solo entre le Royaume-Uni et l’Australie
- Freddie Laker (1922-2006), homme d'affaires britannique, fondateur des compagnies aériennes Laker Airways et Skytrain
- Joy Lofthouse (1923-2017)
- Jim Mollison (1905-1959), détenteur de plusieurs records d'aviation dans les années 1930.
- Jadwiga Piłsudska (1920-2014), fille du président polonais Józef Piłsudski